# Pleasant Valley (Nova York)
Pleasant Valley és una concentració de població designada pel cens dels Estats Units a l'estat de Nova York. Segons el cens del 2000 tenia 1.839 habitants.

## Demografia
Segons el cens del 2000, Pleasant Valley tenia 1.839 habitants, 753 habitatges, i 502 famílies. La densitat de població era de 452,3 habitants per km².
Dels 753 habitatges en un 33,9% hi vivien nens de menys de 18 anys, en un 55,1% hi vivien parelles casades, en un 7,3% dones solteres, i en un 33,3% no eren unitats familiars. En el 27,8% dels habitatges hi vivien persones soles el 10,2% de les quals corresponia a persones de 65 anys o més que vivien soles. El nombre mitjà de persones vivint en cada habitatge era de 2,44 i el nombre mitjà de persones que vivien en cada família era de 3.
Per edats la població es repartia de la següent manera: un 24,5% tenia menys de 18 anys, un 6% entre 18 i 24, un 31,7% entre 25 i 44, un 24,6% de 45 a 60 i un 13,2% 65 anys o més.
L'edat mediana era de 38 anys. Per cada 100 dones de 18 o més anys hi havia 95,2 homes.
La renda mediana per habitatge era de 50.353 $ i la renda mediana per família de 57.888 $. Els homes tenien una renda mediana de 41.992 $ mentre que les dones 32.436 $. La renda per capita de la població era de 24.598 $. Entorn del 2,7% de les famílies i el 2,7% de la població estaven per davall del llindar de pobresa.